# Třída Rover
Třída Rover je třída malých flotilových tankerů postavených pro Pomocné služby Britského královského námořnictva. Slouží k zásobování válečných lodí palivem a omezeným množstvím dalšího materiálu. Celkem jich bylo postaveno pět jednotek. Britské námořnictvo k roku 2017 provozovalo poslední tanker RFA Black Rover (A273). Zahraničními uživateli třídy jsou Indonésie a Portugalsko.

## Stavba
Všech pět tankerů postavila loděnice Swan Hunter ve svých loděnicích v Hebburnu na řece Tyne. Postaveny byly jednotky RFA Green Rover (A268), RFA Grey Rover (A269), RFA Blue Rover (A270), Gold Rover (A271) a Black Rover (A273), zařazené do služby v letech 1969–1974. V roce 1992 byl do Indonésie prodán Green Rover a přejmenován na Arun. Roku 1993 byl tanker Blue Rover prodán Portugalsku, které ho do služby zařadilo jako Bérrio.
Jednotky třídy Rover:
| Jméno                  | Spuštěna           | Vstup do služby   | Status |
| ---------------------- | ------------------ | ----------------- | --- |
| RFA Green Rover (A268) | 19. prosince 1968  | 15. srpna 1969    | Vyřazena 27. května 1988. Roku 1992 prodán do Indonésia jako KRI Arun (903), aktivní.                                       |
| RFA Grey Rover (A269)  | 17. dubna 1969     | 10. dubna 1970    | Vyřazena 24. února 2006. |
| RFA Blue Rover (A270)  | 11. listopadu 1969 | 15. července 1970 | Vyřazena 23. února 1993. Dne 31. března 1993 prodán portugalskému námořnictvu jako Bérrio (A5210), vyřazena 1. června 2020. |
| RFA Gold Rover (A271)  | 7. března 1973     | 22. března 1974   | Vyřazena 6. března 2017. |
| RFA Black Rover (A273) | 30. října 1973     | 23. srpna 1974    | Vyřazen 2016. |

## Konstrukce

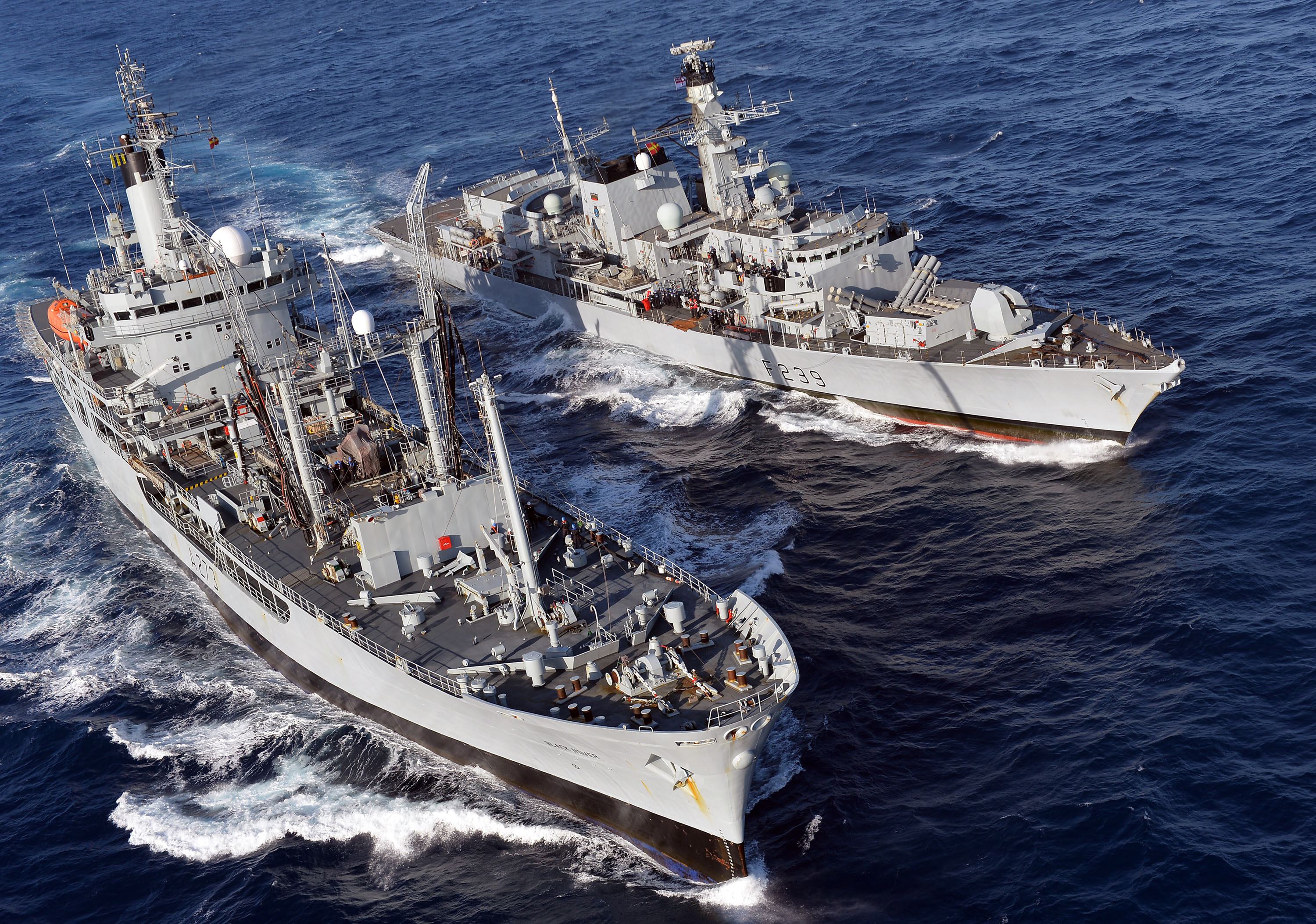
RFA Black Rover (A273) a fregata HMS Richmond

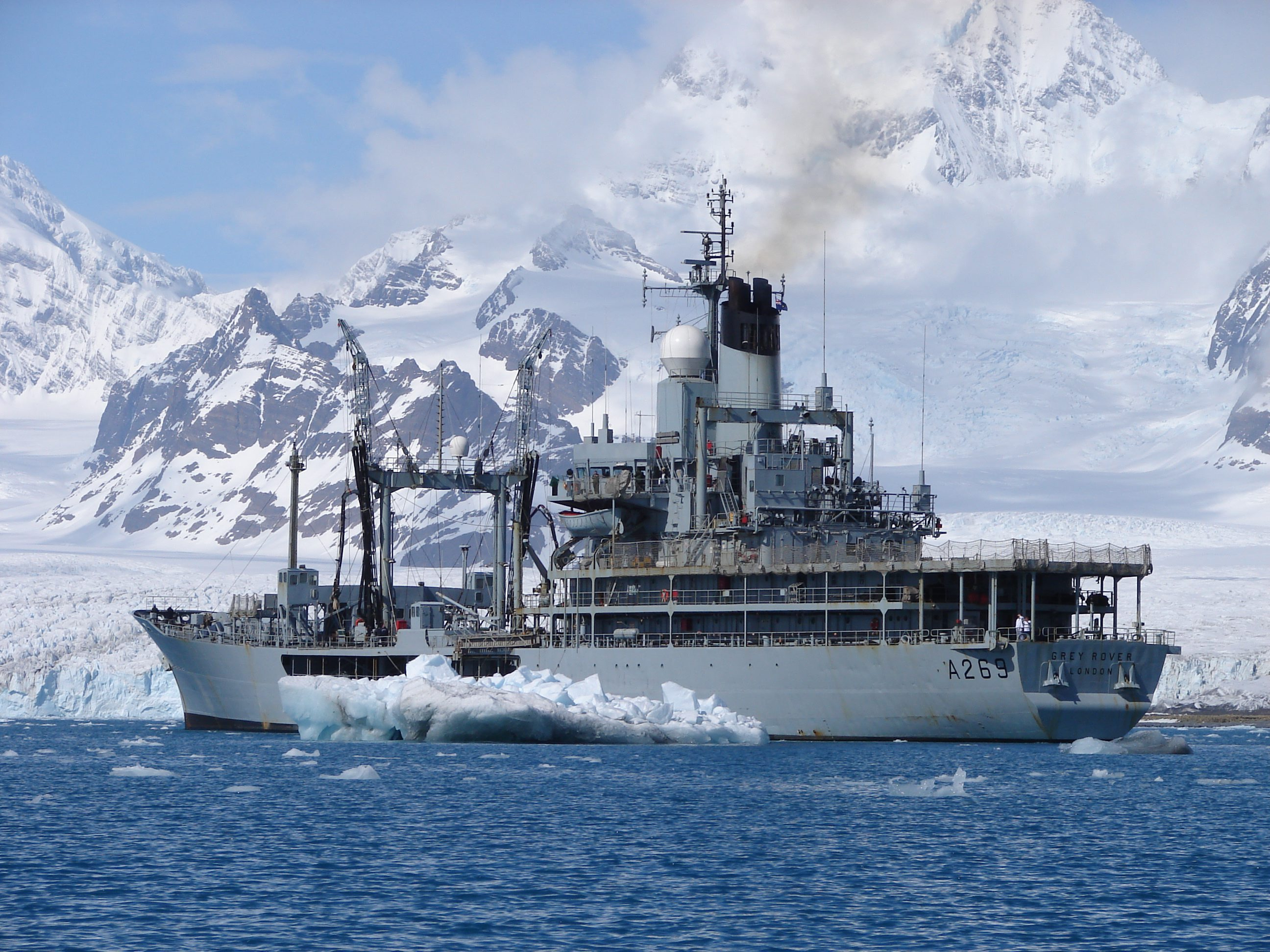
RFA Grey Rover (A269)

Jedná se o malé tankery s jedním trupem. Na zádi jsou vybaveny přistávací plochou pro vrtulník. Přepravní kapacita činí 6600 tun motorové nafty a leteckého paliva, dále mohou nést omezené množství pitné vody a zásob. Obrannou výzbroj tvoří dva 20mm kanóny Oerlikon a dva 7,62mm kulomety. Pohonný systém tvoří dva diesely SEMT-Pielstick 16PC2-2V-400, každý o výkonu 7680 hp, pohánějící dva lodní šrouby. Manévrovací schopnosti zlepšuje příďové dokormidlovací zařízení. Nejvyšší rychlost dosahuje 19 uzlů. Dosah je 15 000 námořních mil při rychlosti 15 uzlů.